# Silvia Wiegärtner
Silvia Wiegärtner est une karatéka allemande surtout connue pour avoir remporté l'épreuve de kumite individuel féminin plus de 60 kilos aux championnats d'Europe de karaté 1992 organisés à Bois-le-Duc, aux Pays-Bas.

## Résultats
| Résultat           | Date | Épreuve                   | Catégorie | Compétition                | Ville hôte                |
| ------------------ | ---- | ------------------------- | --------- | -------------------------- | ------------------------- |
| Médaille d'or      | 1992 | Kumite individuel + 60 kg | Seniors   | Championnats d'Europe 1992 | Bois-le-Duc, aux Pays-Bas |
| Médaille de bronze | 1992 | Kumite individuel + 60 kg | Seniors   | Championnats du monde 1992 | Grenade, en Espagne       |